# Batalla de Sucumbíos
La Batalla de Sucumbíos fue un enfrentamiento militar librado en 1825 entre las fuerzas realistas y patriotas, con victoria de las primeras, durante la campaña de Pasto.

## Antecedentes
Después de la ejecución de Agustín Agualongo en Popayán el 13 de julio, las guerrillas monárquicas en la región de Pasto quedaron al mando del sacerdote José Benavides, quien operaba en la cuenca del río Juanambú, quien en una proclama publicada en el pueblo de San Pablo animaba a la rebelión a los habitantes del valle de Patía afirmando que Simón Bolívar había sido vencido por los españoles en Guayaquil. Como muchos soldados y oficiales republicanos volvieron mal vestidos y hasta sin espadas, no pocos monárquicos creyeron que era verdad y durante abril de 1825 sus cabecillas ocultaron armas y empezaron a reunir a sus partidas. Gracias a esto, Benavides juntó en los pueblos de Imues, Iles, Pupiáles, Pútes y Zapúyes 500 hombres y al norte del río Guáitara, en los caseríos de Tambo, Bomboná y Chaguarbamba, su lugarteniente Carlos Calvache pudo reunir igual número. Moncayo, Herazo, Angulo y otros guerrilleros formaron partidas en Castigo, Tarminango, Berruécos y La Cruz.
En el río Mayo emboscó dos destacamentos y mato al oficial Muñoz y varios soldados, capturando 30 fusiles y muchas municiones. En Los Pastos, Benavides emboscó y dispersó una compañía de milicias de Zequitan en Chimbatangua. El 21 de abril, en Guapuscual, venció a 80 soldados patriotas a cargo del capitán Vela y el teniente Sandoval, matando o capturando a todos sus enemigos. Justo entonces el coronel Antonio Farfán, gobernador de Pasto, estaba en Taminango combatiendo a Moncayo, pero al enterarse volvió a San Juan de Pasto, guarnecida por 700 soldados. Al mismo tiempo, el comandante general del Cauca, José María Ortega y Nariño, en Juanambú y Mayo conseguía algunas victorias, donde los coronel José María Obando y Manuel María Córdoba impidieron la extensión de la revuelta a Patía. Finalmente, el coronel Juan José Flores, comandante general del departamento del Ecuador, y el intendente del departamento, José Félix Valdivieso, decidieron ayudar. El coronel Flores marchó 300 soldados a Pasto, pero desde Guayaquil no se pudo enviar más refuerzos por las lluvias invernales. El coronel Flores llegó a Tulcán el 10 de mayo, donde se enteró de que en Los Pastos, territorio de valles y quebradas profundas al oeste del Guáitara, dominaba Benavides. La columna patriota se componía de 400 hombres organizados en dos compañías de milicias ecuatorianas y el escuadrón Lanceros de Venezuela.

## Batalla
Benavides avanzó a los llanos de Tatambud para interceptar a Flores, quien acampaba en Ipiales con 900 soldados, la mayoría reclutas, pues había incorporado seis compañías de milicias de Ipiales y Túquerres. El sacerdote luego cruzó el Guáitara y acampó en un fuerte terreno cercano a Túnez, rodeado de ríos y montañas, no lejos del río Téllez. Flores y Farfán empiezan a actuar coordinados y el segundo divide sus fuerzas en dos columnas, una cubre el camino de San Javier por los pasos del Guáitara y la otra las montañas de Puérres hasta Chapal el 12 de junio. Poco después se les une Flores, mientras los realistas se refugian en la colina de Sucumbíos, pues no estaba bloqueada su retirada a Los Pastos.
Los monárquicos ocuparon la ventajosa elevación, apoyando sus defensas en la quebrada del río Ancasmayo. Entre tanto, los patriotas lanzan un ataque coordinado. Flores ataca desde el frente, bajo el constante fuego de los enemigos mientras cruzaba el río Téllez, y Farfán por el flanco. El ataque del primero se trabó hasta que llegó la reserva, mandada por el coronel Mina y el comandante de artillería Klinger, lo que hizo huir a los defensores en desorden por los bosques y cerros cercanos. Se tomaron pocos prisioneros y muchos cadáveres quedaron en el campo. En la columna de Farfán se destacó el batallón Yaguachi al mando del teniente coronel Manuel Guerrero y algunas compañías de milicias pastusas.

## Consecuencias
Entre tanto, Calvache había avanzado de Chaguarbamba contra San Juan, asediándola. Pero el coronel Farfán rápidamente volvió y los derrotó, causándoles muchas bajas. Los sobrevivientes cruzaron en Juanambú por Guambuyaco, uniéndose a la guerrilla del negro Angulo. Farfán los persiguió hasta Taminango, forzándolos a dividirse en pequeñas partidas. Flores se dedicó a perseguir a sus enemigos por Los Pastos, colocando destacamentos en Illes, Pútes, Zapúyes y Pupiáles, capturando y ejecutando a 13 jefes guerrilleros y tomando más de 300 prisioneros que envió encadenados a Quito (y luego los enviaron a trabajar en el camino que conectaba a Guayaquil).
Sólo quedó una partida a cargo de Benavides y Angulo en Túquerres. La comarca había sido pacificada.